# Saysomboun
Saysomboun ou Xaisomboun é uma região ou zona especial do Laos. Sua capital é a cidade de Ban Mouang Cha.
A região foi criada em junho de 1994, com parte das províncias de Borikhamxai, Vientiane e Xieng Khouang. 

## Distritos
- Phoun
- Saysomboun
- Hom
- Longxan
- Thathom